# Beongeori Samryong
Beongeori Samryong é um filme de drama sul-coreano de 1964 dirigido e escrito por Shin Sang-ok. Foi selecionado como representante da Coreia do Sul à edição do Oscar 1965, organizada pela Academia de Artes e Ciências Cinematográficas.

## Elenco
- Kim Jin-kyu
- Choi Eun-hee
- Park Nou-sik
- Do Kum-bong
- Choi Nam-hyun
- Han Eun-jin
- Choe Seong-ho
- Seo Wol-yeong
- Park Jin-hyeon
- Jeong Deuk-sun